# Dżamsrangijn Mönch-Oczir
Dżamsrangijn Mönch-Oczir (mong. Жамсрангийн Мөнх–Очир; ur. 12 maja 1950) – mongolski zapaśnik walczący w obu stylach. Dwukrotny olimpijczyk. Odpadł w eliminacjach turniejów olimpijskich w wadze muszej (52 kg). Walczył w Monachium 1972 w stylu klasycznym i w Montrealu 1976 w obu stylach zapaśniczych.
Był brązowym medalistą uniwersjady w 1973 w Moskwie w kategorii muszej w stylu wolnym.
- Turniej w Monachium 1972 w stylu klasycznym

Pokonał Norwega Tronda Martiniussena a przegrał z Czechem Miroslavem Zemanem i Bułgarem Petyrem Kirowem.
- Turniej w Montrealu 1976 w stylu wolnym

Przegrał pierwszą walkę z Władysławem Stecykiem i odpadł z turnieju.
- Turniej w Montrealu 1976 w stylu klasycznym

Przegrał obie walki, kolejno z Czesławem Stańkiem i Belgiem Julienem Mewisem.